# Stiepan Morozow
Stiepan Iljicz Morozow (ros. Степан Ильич Морозов; ur. 25 grudnia 1893?/6 stycznia 1894 w Fiłatowie, zm. 30 września 1950 w Moskwie) – radziecki wojskowy, generał porucznik.

## Życiorys
Urodził się we wsi Fiłatowo w obwodzie tulskim.
W 1914 roku powołany do armii rosyjskiej. Walczył na Froncie Południowo-Zachodnim, był dowódcą drużyny karabinów maszynowych w 2 Finlandzkim Pułku Strzeleckim, w 1916 roku ukończył szkołę chorążych w Irkucku.
Po wybuchu Rewolucji Październikowej wstąpił w 1917 roku do Czerwonej Gwardii, a w 1918 roku do Armii Czerwonej. W 1917 roku wstąpił do Rosyjska Partia Komunistyczna (bolszewików). Początkowo szef sztabu oddziałów Armii Czerwonej guberni mohylewskiej, następnie dowódca batalionu 152 pułku strzeleckiego, a następnie członek komitetu rewolucyjnego i komendant miasta Mohylew. Od marca do sierpnia 1919 roku dowódca samodzielnego batalionu WCzK. Następnie szef sztabu brygady 4 Dywizji Strzeleckiej. Brał udział w wojnie polsko-bolszewickiej i po rozbiciu wojsk bolszewickich w sierpniu 1920 roku pod Warszawą wraz z dywizją wycofał się na teren Prus Wschodnich, gdzie w październiku został internowany.
Po powrocie do Rosji w 1921 roku ukończył Akademię Wojskową Armii Czerwonej. Po jej ukończeniu został zastępcą komendanta 24 Omskiej Szkoły Piechoty. Następnie w latach 1922–1927 pracował w szkołach wojskowych, ukończył w tym czasie specjalny kurs orientalistyki w Akademii Wojskowej im. M. Frunzego. W latach 1927–1932 w dyspozycji sztabu Armii Czerwonej, równocześnie w latach 1928–1932 szef przedstawicielstwa Armii Czerwonej w Mukden przy dyrekcji Kolei Wschodniochińskiej.
W 1932 roku został szefem 2 oddziału sztabu Zabajkalskiej Grupy Wojsk Samodzielnej Armii Dalekowschodniej. W latach 1933–1936 zastępca dowódcy dywizji, dowódca pułku w Białoruskim Okręgu Wojskowym i następnie w latach 1936–1938 doradca wojskowy w Chinach. Od 1938 roku wykładowca w Akademii Wojskowej im. Frunzego.
W styczniu 1941 roku został dowódcą 104 Dywizji Strzeleckiej, którą dowodził po ataku Niemiec na ZSRR w składzie 14 Armii na Froncie Północnym, broniącym Karelii. W sierpniu 1941 roku został dowódcą 42 Korpusu Strzeleckiego, który bronił podejścia do miast Polarnyj i Murmańsk, następnie w grudniu 1941 roku dowódca Kandałakszańskiej Operacyjnej Grupy Wojsk, broniącej dostępu do płw. Kolskiego oraz połączenia z nim. W kwietniu 1942 roku na bazie tych wojsk powstała 19 Armia, której został dowódcą.
W maju 1943 roku skierowany został na kurs do Wyższej Akademii Wojskowej im. Woroszyłowa, którą ukończył w lutym 1944 roku.
Po ukończeniu kursu został dowódcą 28 Gwardyjskiego Korpusu Strzeleckiego 8 Gwardyjskiej Armii 3 Frontu Ukraińskiego. Korpus ten wyróżnił się w czasie forsowania rzeki Ingulec oraz wyzwalaniu Odessy.
W lipcu 1944 roku został dowódcą 33 Armii, na czele której wziął udział w forsowaniu rzeki Niemen, zdobyciu Kowna. W październiku 1944 roku odwołany ze stanowiska dowódcy armii, został dowódcą 6 Gwardyjskiego Korpusu Strzeleckiego i uczestniczył w forsowaniu Dunaju w rejonie Mohacza, następnie uczestniczył w operacji budapeszteńskiej.
W kwietniu 1945 roku został zastępcą dowódcy 9 Gwardyjskiej Armii i uczestniczył w operacji wiedeńskiej i operacji praskiej.
Po zakończeniu wojny szef sztabu radzieckich wojsk okupacyjnych w Austrii. Od 1948 roku zastępca dowódcy 1 Armii Dalekowschodniej
W 1949 roku przeniesiony do rezerwy. Mieszkał w Moskwie, gdzie zmarł.

## Awanse
- generał major (1941)
- generał porucznik (19.03.1944)

## Odznaczenia
- Order Lenina
- Order Czerwonego Sztandaru (dwukrotnie)
- Order Suworowa II klasy
- Order Bohdana Chmielnickiego I klasy (dwukrotnie)